# Pleasanton (Nebraska)
Pleasanton est un village du comté de Buffalo, dans l'État du Nebraska, aux États-Unis. En 2020, il comptait une population de 361 habitants.